# Веріс (футбольний клуб)
Футбольний клуб «Веріс» або просто «Веріс» (рум. Veris) — молдавський футбольний клуб з міста Кишинів, заснований 26 травня 2011 року в селі Дрегенешти Синжерейського району. Генеральний спонсор клубу - молдавський оператор стільникового зв'язку Moldcell.

## Історія
Футбольний клуб «Веріс» був заснований в 2011 році. За регламентом проведення Чемпіонату Молдови з футболу, почав виступи в Північному регіональному змаганні Дивізіоні «Б», де зайняв перше місце в перший же рік свого існування. Це дало право команді в наступному сезоні виступати в Дивізіоні «А», другій за силою лізі країни. Незважаючи на статус новачка, «Веріс» став одноосібним лідером таблиці, за підсумками сезону «Веріс» забив 103 м'ячі, пропустивши всього 5, і посів перше місце. У 2013 році клуб вийшов у фінал Кубку Молдови з футболу, де зустрічався з футбольним клубом «Тирасполь». Фінал відбувся 26 травня в Кишиневі на стадіоні «Зімбру», основний час матчу завершився з рахунком 2:2, перемогу в серії післяматчевих пенальті здобув «Тирасполь».
Напередодні першого сезону в вищій лізі керівництво клубу ухвалило рішення суттєво змінити склад, понад десять гравців покинули команду, зміцнили склад гравці збірної Молдови Петро Раку і Анатолій Дорош. Перший матч у вищій лізі «Веріс» зіграв 28 липня 2013 року. З рахунком 3:0 новачок розгромив в гостях «Олімпію», дублем відзначився найкращий бомбардир Дивізіону «А» минулого сезону Віорел Фрунзе. За підсумками чемпіонату 2013/14 років команда зайняла 3-тє місце.
У грудні 2014 року команда знялася з чемпіонату Молдавії, внаслідок чого, всі ігри були анульовані й перерахована турнірна таблиця. Починаючи з сезону 2015/16 клубу заборонено протягом трьох років брати участь в будь-якому з ешелонів чемпіонату Молдови з футболу.

## Досягнення
- Національний дивізіон Молдови
  -  Бронзовий призер (1): 2013/14

- Кубок Молдови
  -  Фіналіст (1): 2013

- Дивізіон «A»
  -  Чемпіон (1): 2012/13[5]

- Дивізіон «Б»
  -  Чемпіон (1): 2011/12

## Статистика виступів у національних турнірах
| Сезон                                                                                             | Ліга                                | Місце | В  | Н | П | ЗМ  | ПМ | О  | Кубок Молдови | Бомбрдир (чемп.)   |
| ------------------------------------------------------------------------------------------------- | ----------------------------------- | ----- | -- | - | - | --- | -- | -- | ------------- | ------------------ |
| 2011/12                                                                                           | Дивізіон "Б" Молдови (Північ) (III) | 1     | 20 | 0 | 0 | 84  | 2  | 74 | Другий раунд  |                    |
| 2012/13                                                                                           | Дивізіон A Молдови (II)             | 1     | 24 | 2 | 2 | 103 | 5  | 74 | Фіналіст      | Віорел Фрунзе – 30 |
| 2013/14                                                                                           | Національний дивізіон Молдови       | 3     | 21 | 8 | 4 | 74  | 25 | 71 | 1/4 фіналу    | Віорел Фрунзе – 18 |
| Зеленим кольором позначені сезони в яких клуб підвищився, червоним — в яких вилетів з чемпіонату. |                                     |       |    |   |   |     |    |    |               |                    |

## Статистика виступів у єврокубках
| Сезон   | Змагання    | Раунд | Клуб   | Вдома | На виїзді | Сума |
| ------- | ----------- | ----- | ------ | ----- | --------- | ---- |
| 2014/15 | Ліга Європи | 1Кв.  | Литекс | 0–0   | 0–3       | 0–3  |

Примітка
- 1Кв.: Перший кваліфікаційний раунд

## Постачальник форми та спонсор
| Рік     | Постачальник форм | Спонсор  |
| ------- | ----------------- | -------- |
| 2011–12 | Legea             | Невідомо |
| 2012–13 | Legea             | Moldcell |
| 2013–   | Joma              | Moldcell |

## Відомі тренери
- Ігор Урасачи (1 липня 2011 – 4 травня 2012)
- Дануц Опря (12 січня 2013 – 28 жовтня 2013)
- Ігор Добровольський (30 жовтня 2013 – 9 березня 2014)
- Ліліан Попеску (10 березня 2014–)